# 정민석
정민석은 아주대학교 의과대학 해부학 교수이다. 의대를 졸업한 후 해부학자가 되었고, 장롱면허이지만 의사국가고시에 응시해 의사 자격을 취득했다. 해랑 선생의 일기라는 만화를 통해 해부학을 알리고 있다.